# Leonardo Fornaroli
Leonardo Fornaroli (Plasencia, Italia; 3 de diciembre de 2004) es un piloto de automovilismo italiano. En 2022 fue campeón de la categoría rookie de la Fórmula Regional Europea. En 2023 y 2024 compitió en el Campeonato de Fórmula 3 de la FIA con el equipo Trident, resultando campeón en su segunda temporada. En 2025 es piloto de Invicta Racing en el Campeonato de Fórmula 2 de la FIA.

## Carrera

### Inicios
Fornaroli comenzó a competir en el karting en su natal Italia alrededor de los diez años, ganando primero la clase Mini Academy del campeonato Championkart en 2016 antes de pasar a X30 Junior el año siguiente. Quedó subcampeón en el X30 Challenge Italy de 2017, en una temporada que también incluyó la entrada a eventos internacionales de IAME, pero encontró más éxito en 2018, cuando fue tercero en el Campeonato Italiano de Karting e hizo su debut europeo a tiempo completo en el WSK Super Master Series. El último año de Fornaroli en el karting resultaría ser el mejor, ya que fue uno de los favoritos en la WSK Euro Series de 2019 en su debut en OK y terminó tercero en el prestigioso Trofeo Andrea Margutti. A finales de año, fue invitado a participar en la 16.ª edición del evento anual Supercorso Federale en Vallelunga, como uno de los cinco jóvenes talentos del karting seleccionados por ACI Sport y de la Academia de pilotos de Ferrari.

### Fórmula Regional

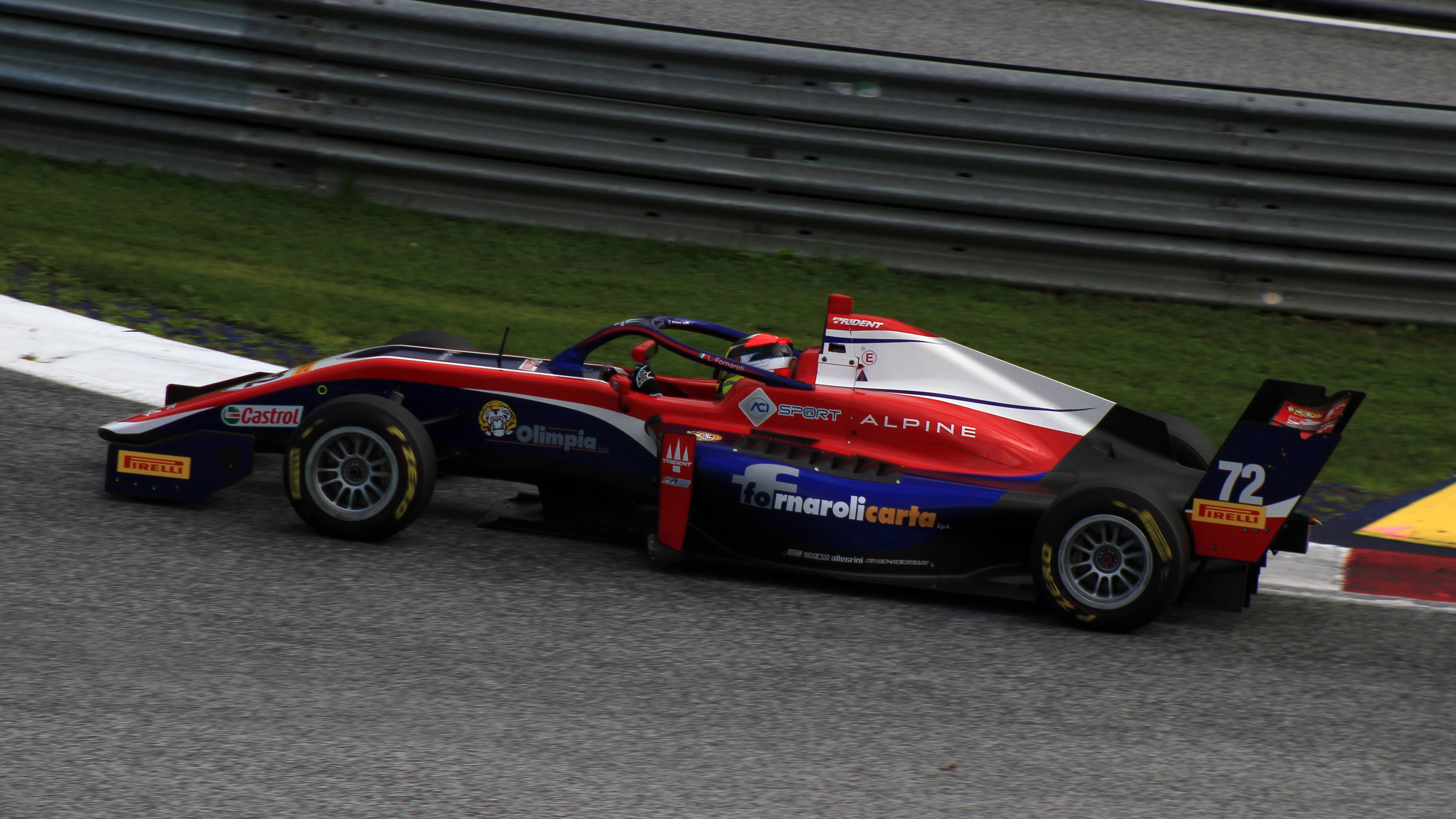
Fornaroli en el Red Bull Ring, 2022.

En 2022, Fornaroli dio el paso a la Fórmula Regional, primero haciendo una campaña parcial en el Campeonato de Fórmula Regional Asiática con el equipo británico Hitech Grand Prix, en donde obtendría un cuarto puesto en la calificación y un quinto puesto como puntos destacados, antes de regresar a Europa para la temporada principal con el equipo italiano Trident, junto a Tim Tramnitz y Roman Bilinski. La consistencia demostraría ser el rasgo más importante del italiano, ya que sumó puntos en 15 de las 20 carreras en su temporada de debut y la de su equipo. Terminó octavo en la clasificación general, como el novato mejor ubicado y muy por delante de sus dos compañeros de equipo. Su mejor resultado fue un cuarto puesto en la primera carrera del Hungaroring.

### Fórmula 3
A fines de septiembre de 2022, Fornaroli participó en la prueba de postemporada del Campeonato de Fórmula 3 de la FIA con Trident, junto con Oliver Goethe y Gabriel Bortoleto, durante los tres días. El 3 de diciembre de 2022, en su cumpleaños número 18, se anunció que Fornaroli formaría parte de la alineación del equipo para 2023 junto a Bortoleto y Goethe.

## Resumen de carrera
| Temporada | Categoría                                       | Equipo            | Carreras     | Victorias    | Poles        | VR           | Podios       | Puntos       | Pos.         |
| --------- | ----------------------------------------------- | ----------------- | ------------ | ------------ | ------------ | ------------ | ------------ | ------------ | ------------ |
| 2020      | Campeonato de Italia de Fórmula 4               | Iron Lynx         | 20           | 0            | 0            | 1            | 2            | 108          | 9.º          |
| 2020      | ADAC Fórmula 4                                  | Iron Lynx         | 3            | 0            | 0            | 0            | 0            | 0            | NC†          |
| 2021      | Campeonato de Italia de Fórmula 4               | Iron Lynx         | 20           | 1            | 2            | 3            | 7            | 180          | 5.º          |
| 2021      | ADAC Fórmula 4                                  | Iron Lynx         | 6            | 0            | 0            | 0            | 1            | 0            | NC†          |
| 2021      | Campeonato de la Zona Central Europea de la FIA | Iron Lynx         | 2            | 1            | ?            | ?            | 2            | 43           | 3.º          |
| 2022      | Campeonato de Fórmula Regional Asiática         | Hitech Grand Prix | 9            | 0            | 0            | 0            | 0            | 22           | 17.º         |
| 2022      | Campeonato de Fórmula Regional Europea          | Trident           | 20           | 0            | 0            | 0            | 0            | 83           | 8.º          |
| 2023      | Campeonato de Fórmula 3 de la FIA               | Trident           | 18           | 0            | 1            | 1            | 3            | 69           | 11.º         |
| 2024      | Campeonato de Fórmula 3 de la FIA               | Trident           | 20           | 0            | 1            | 2            | 7            | 150          | 1.º          |
| 2024      | Campeonato de Fórmula 2 de la FIA               | Rodin Motorsport  | 2            | 0            | 0            | 0            | 0            | 0            | 29.º         |
| 2025      | Campeonato de Fórmula 2 de la FIA               | Invicta Racing    | Disputándose | Disputándose | Disputándose | Disputándose | Disputándose | Disputándose | Disputándose |
| Fuente:   |                                                 |                   |              |              |              |              |              |              |              |

## Resultados

### Campeonato de Italia de Fórmula 4
(Clave) (negrita indica pole position) (cursiva indica vuelta rápida puntuable)

| Año  | Equipo    | 1   | 1   | 1   | 2    | 2    | 2    | 3   | 3   | 3   | 4   | 4   | 4   | 5   | 5   | 5   | 6    | 6    | 6    | 7   | 7   | 7   | Pos. | Puntos |
| ---- | --------- | --- | --- | --- | ---- | ---- | ---- | --- | --- | --- | --- | --- | --- | --- | --- | --- | ---- | ---- | ---- | --- | --- | --- | ---- | ------ |
| 2020 | Iron Lynx | MIS | MIS | MIS | IMO1 | IMO1 | IMO1 | SPI | SPI | SPI | MUG | MUG | MUG | MNZ | MNZ | MNZ | IMO2 | IMO2 | IMO2 | VLL | VLL | VLL | 9.º  | 108    |
| 2020 | Iron Lynx | 4   | 15  | 9   | 17   | 17   | 5    | 13  | 26  | 10  | 5   | 12  | 14  | 4   | 4   | 3   | 4    | 5    | 6    | 8   | C   | 16  | 9.º  | 108    |
| 2021 | Iron Lynx | LEC | LEC | LEC | MIS  | MIS  | MIS  | VLL | VLL | VLL | IMO | IMO | IMO | SPI | SPI | SPI | MUG  | MUG  | MUG  | MNZ | MNZ | MNZ | 5.º  | 180    |
| 2021 | Iron Lynx | 7   | 8   | 4   | 1    | 3    | 2    | 10  | 8   | 8   | Ret | 2   | 2   | 6   | 2   | 7   | Ret  | 8    | 2    | 9   | Ret | DNS | 5.º  | 180    |

### Campeonato de Fórmula Regional Europea
(Clave) (negrita indica pole position) (cursiva indica vuelta rápida)

| Año  | Equipo  | 1   | 1   | 2   | 2   | 3   | 3   | 4   | 4   | 5   | 5   | 6   | 6   | 7   | 7   | 8   | 8   | 9   | 9   | 10  | 10  | Pos. | Puntos |
| ---- | ------- | --- | --- | --- | --- | --- | --- | --- | --- | --- | --- | --- | --- | --- | --- | --- | --- | --- | --- | --- | --- | ---- | ------ |
| 2022 | Trident | MNZ | MNZ | IMO | IMO | MON | MON | LEC | LEC | ZAN | ZAN | BUD | BUD | SPA | SPA | SPI | SPI | BAR | BAR | MUG | MUG | 8.º  | 83     |
| 2022 | Trident | 10  | 15  | 8   | 8   | 9   | 12  | 20  | 23  | 8   | 5   | 4   | 5   | 6   | 8   | 19  | 10  | 9   | 8   | 5   | 8   | 8.º  | 83     |

### Campeonato de Fórmula 3 de la FIA
(Clave) (negrita indica pole position) (cursiva indica vuelta rápida puntuable)

| Año  | Escudería | 1   | 1   | 2   | 2   | 3   | 3   | 4   | 4   | 5   | 5   | 6   | 6   | 7   | 7   | 8   | 8   | 9   | 9   | 10  | 10  | Pos. | Puntos | Ref.   |
| ---- | --------- | --- | --- | --- | --- | --- | --- | --- | --- | --- | --- | --- | --- | --- | --- | --- | --- | --- | --- | --- | --- | ---- | ------ | ------ |
| 2023 | Trident   | SAK | SAK | MEL | MEL | MON | MON | BAR | BAR | SPI | SPI | SIL | SIL | BUD | BUD | SPA | SPA | MNZ | MNZ |     |     | 11.º | 69     | [ 17 ] |
| 2023 | Trident   | 8   | 27  | 7   | 4   | 2   | 24  | 3   | NC  | 15  | 10  | 7   | 2   | 13  | 9   | 9   | 14  | 8   | 15  |     |     | 11.º | 69     | [ 17 ] |
| 2024 | Trident   | SAK | SAK | MEL | MEL | IMO | IMO | MON | MON | BAR | BAR | SPI | SPI | SIL | SIL | BUD | BUD | SPA | SPA | MNZ | MNZ | 1.º  | 153    | [ 18 ] |
| 2024 | Trident   | 3   | 7   | 9   | 2   | 11  | 3   | 9   | 5   | 7   | 3   | 12  | 9   | 10  | 7   | 7   | 3   | 9   | 3   | 8   | 2   | 1.º  | 153    | [ 18 ] |

### Campeonato de Fórmula 2 de la FIA
(Clave) (negrita indica pole position) (cursiva indica vuelta rápida puntuable)

| Año   | Escudería        | 1   | 1   | 2   | 2   | 3   | 3   | 4   | 4   | 5   | 5   | 6   | 6   | 7   | 7   | 8   | 8   | 9   | 9   | 10  | 10  | 11  | 11  | 12  | 12  | 13  | 13  | 14  | 14  | Pos. | Puntos | Ref.   |
| ----- | ---------------- | --- | --- | --- | --- | --- | --- | --- | --- | --- | --- | --- | --- | --- | --- | --- | --- | --- | --- | --- | --- | --- | --- | --- | --- | --- | --- | --- | --- | ---- | ------ | ------ |
| 2024  | Rodin Motorsport | SAK | SAK | YED | YED | MEL | MEL | IMO | IMO | MON | MON | BAR | BAR | SPI | SPI | SIL | SIL | BUD | BUD | SPA | SPA | MNZ | MNZ | BAK | BAK | LUS | LUS | YMC | YMC | 29.º | 0      | [ 19 ] |
| 2024  | Rodin Motorsport |     |     |     |     |     |     |     |     |     |     |     |     |     |     |     |     |     |     |     |     |     |     |     |     |     |     | 10  | 13  | 29.º | 0      | [ 19 ] |
| 2025* | Invicta Racing   | MEL | MEL | SAK | SAK | YED | YED | IMO | IMO | MON | MON | BAR | BAR | SPI | SPI | SIL | SIL | SPA | SPA | BUD | BUD | MNZ | MNZ | BAK | BAK | LUS | LUS | YMC | YMC | 4.º  | 104    | [ 20 ] |
| 2025* | Invicta Racing   | 2   | C   | 8   | 3   | 7   | 4   | 7   | 5   | 7   | 2   | 7   | 21† | 16† | 2   | 1   | 6   |     |     |     |     |     |     |     |     |     |     |     |     | 4.º  | 104    | [ 20 ] |

- * Temporada en progreso.